# Fulmar
Fulmar é o nome comum internacional dado às espécies de aves classificadas no género Fulmarus. Pertencem à família Procellariidaete há apenas duas espécies, conhecida em português como pardelão-prateado e pardela-branca. Embora a sua aparência seja semelhante às gaivotas, as aves do gênero Fulmarus estão mais proximamente relacionadas com os albatrozes, por exemplo.
Há duas espécies conhecidas: o Fulmarus glacialoides (pardelão-prateado), que habita apenas o Hemisfério Sul, nas regiões próximas ao Mar Antártico, e o Fulmarus glacialis - pardela-branca ou fulmar-glacial, que habita apenas o Hemisfério Norte, nas regiões próximas ao Ártico.

## Espécies
- Fulmarus glacialoides - pardelão-prateado ou fulmar-austral
- Fulmarus glacialis - pardela-branca, fulmar-glacial ou fulmar-boreal

1. ↑  «Aves do Brasil - Lista». Arquivado do original em 25 de agosto de 2016